# Observatorio de Heidelberg-Königstuhl

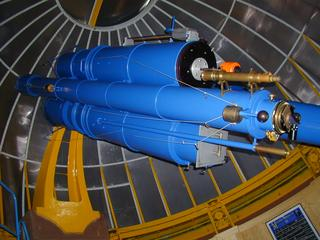
El Telescopio Bruce del Obsrevatorio de Heidelberg-Königstuhl

El Observatorio de Heidelberg-Königstuhl (en alemán: Landessternwarte Heidelberg-Königstuhl o LSW) es un observatorio astronómico situado en la cumbre del monte Königstuhl en la sierra de Odenwald, cerca de la ciudad alemana de Heidelberg, en el estado federado de Baden-Württemberg, inaugurado en 1898. 
Figura en la Lista de Códigos de Observatorios del Minor Planet Center con el código 024.

## Historia
El predecesor del observatorio actual fue abierto en 1774 en la cercana ciudad de Mannheim, pero la degradación de las condiciones de observación forzaron el traslado del mismo, primeramente a la ciudad de Karlsruhe en 1880 y definitivamente a Königstuhl en 1898 siendo solemnemente inaugurado por el Gran Duque Federico I de Baden el 20 de junio de 1898.
En sus inicios, el observatorio se dividía en dos departamentos, uno de astrometría dirigido por Karl Wilhelm Valentiner, director del observatorio cuando todavía estaba situado en Mannheim y quien fue quien inició el proceso de traslado a una nueva sede, y otro de astrofísica dirigido por Max Wolf quien tras el retiro de Valentiner en 1909 se convirtió en el nuevo director del observatorio, unificando ambos departamentos.
Wolf mejoró la astrofotografía y descubrió por medios fotográficos algunos cometas y la nebulosa Norteamérica.
La principal actividad del observatorio ha sido la investigación de las nebulosas y la búsqueda de asteroides. Tanto Wolf como otros astrónomos que han trabajado en el observatorio, entre quienes destaca Karl Wilhelm Reinmuth, han descubierto más de 800 asteroides incluyendo el asteroide troyano Aquiles.
En 2005 el observatorio pasó a depender de la Universidad de Heidelberg y forma parte del Centro de Astronomía de la citada universidad (ZAH: Zentrum für Astronomie Heidelberg) junto con el Instituto de Astrofísica Teórica, (ITA: Institut für Theoretische Astrophysik), y el Instituto de Cálculo Astronómico, (ARI: Astronomischen Rechen-Institut). El Instituto Max Planck de Astronomía tiene abierto asimismo un centro en el mismo lugar desde 1967.
Actualmente el observatorio trabaja en el campo de la astrofísica extragaláctica teórica. También colabora con la Agencia Espacial Europea (ESA), el proyecto franco-germano-español del Instituto de Radioastronomía Milimétrica (IRAM), el Observatorio Europeo del Sur (ESO), la NASA y en el Gran Telescopio Binocular (Large Binocular Telescope).

## Instrumentación
Entre los instrumentos del observatorio destaca el Telescopio Bruce, un astrógrafo compuesto de un doble telescopio refractor de 40 cm de diámetro y distancia focal de 2 metros. Mientras el observatorio estaba todavía en construcción, Max Wolf recibió una donación de 10 000 dólares de la filántropa germano-norteamericana Catherine Wolfe Bruce para la adquisición de este instrumento que durante muchos años fue el principal del observatorio.